# Ficus esquiroliana
Ficus esquiroliana är en mullbärsväxtart som beskrevs av Lév.. Ficus esquiroliana ingår i släktet fikonsläktet, och familjen mullbärsväxter. Inga underarter finns listade i Catalogue of Life.